# Ніна Добрев
Ні́на До́брев (англ. Nina Dobrev, повне ім'я — Ніколі́на Константи́нова До́брева; нар. 9 січня 1989, Софія, Народна Республіка Болгарія) — канадська актриса болгарського походження, співачка, фотомодель та гімнастка. Вона грала роль Мії Джонс, матері-підлітка, у телесеріалі «Деграссі: Наступне покоління» з шостого по дев'ятий сезон. Відома ролями Елейни Ґілберт і Кетрін Пірс на телеканалі CW у підлітковому драматичному телесеріалі «Щоденники вампіра» (2009—2017), і Клем у серіалі «Сім'я» (2019)

## Раннє життя
Ніна Добрев народилася в Софії, Болгарія в родині програміста та художниці. У неї є старший брат Олександр. Коли Ніні виповнилося два роки, її сім'я емігрувала до Канади й поселилася у Торонто, Онтаріо. Ніна відвідувала старшу державну школу JB Tyrrell і школу мистецтв Вексфорд у Скарборо, Онтаріо. З самого раннього віку вона показала великий ентузіазм і талант до мистецтва — танців, гімнастики, театру, музики, образотворчого мистецтва тощо. Добрев також відвідувала акторську школу Дін Армстронг, де проявила багато різних талантів. Ніна, любить подорожувати, зокрема до Європи. Займається спортом: альпінізмом, сноубордингом та ігровими видами спорту.
З дитинства вона займалася рукоділлям, вміє робити прикраси, хоче перетворити своє хобі на бізнес.

## Кар'єра
Ніна почала зніматись для реклами, потім мала прослуховування для фільмів. Незабаром отримала ролі у художніх фільмах, в тому числі Fugitive Pieces, Never Cry Werewolf, та телесеріалі «Деграссі: Наступне покоління». Вона також була у фільмі MTV «Американська алея» на каналі CTV. Вона грала подвійну роль у драматичному телесеріалі «Щоденники вампіра» — Кетрін Пірс та її двійника Елейну Ґілберт.
Зіграла також невелику роль в еротичному трилері Chloe, який випустила студія Sony Pictures Classics 26 березня 2010 року. Фільм зібрав 3 мільйони доларів у США й став одним з найвищих касових театральних фільмів у США 2010 року.
У серпні 2010 року Добрев з'явилася на відкритті ескізу 62-ї Primetime Emmy Awards.

## Особисте життя
У 2010—2013 роках зустрічалася з Єном Сомерголдером, партнером по серіалу «Щоденники вампіра». З літа 2015 року до початку 2016 року зустрічалася з актором Остіном Стовеллом.
Добрев вільно володіє французькою, англійською та болгарською мовами. З 2015 року постійно проживає в Лос-Анджелесі.
З 2020 року вона підтримує стосунки з американським професійним сноубордистом, скейтбордистом і золотим олімпійським призером Шоном Вайтом. У 2024 році Ніна Добрев і Шон Вайт оголосили про свої заручини в Instagram.

## Підтримка України
У 2022 році Ніна Добрев разом зі своїм хлопцем Шоном Вайтом збирали гроші для України під час гала-концерту на півдні Франції.

## Фільмографія

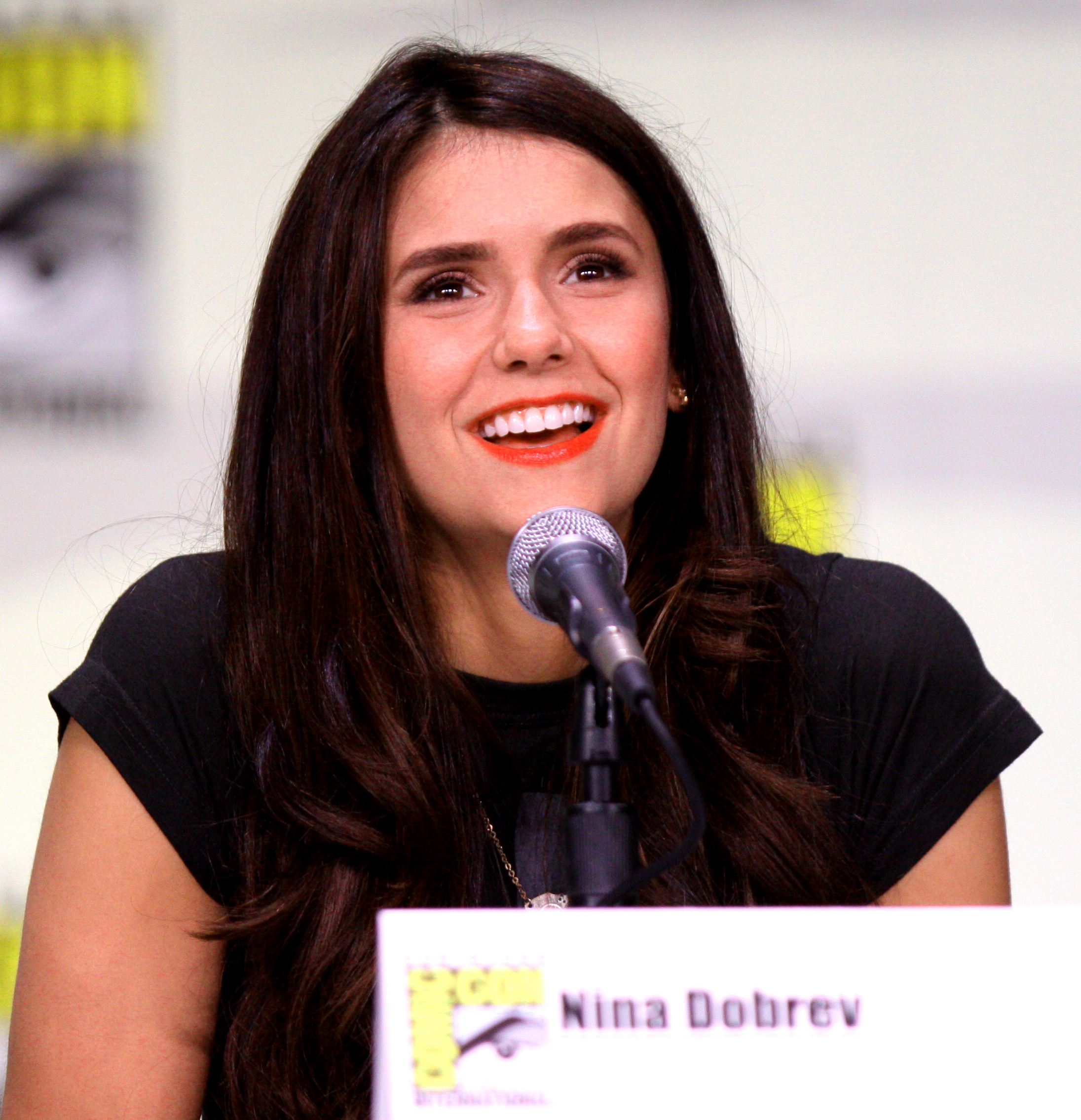
Добрев у 2011 р. San Diego Comic-Con International.

| Рік       | Українська назва                             | Оригінальна назва               | Роль                                 |
| --------- | -------------------------------------------- | ------------------------------- | ------------------------------------ |
| 2006      | Сімейні ігри                                 | Playing House                   | молода Френні                        |
| 2006      | Далеко від неї                               | Away from Her                   | Моніка                               |
| 2007      | Як вона рухається                            | How She Move                    | висока дівчина в ванній              |
| 2007      | Любов на лінії фронту                        | The Poet                        | Рейчал                               |
| 2007      | Надто молоді для одруження                   | Too Young to Marry              | Джесіка Карпентер                    |
| 2007      | Уламки                                       | Fugitive Pieces                 | Белла                                |
| 2007      | Дволикий вбивця                              | My Daughter's Secret            | Джастін                              |
| 2008      | Американська алея                            | The American Mall               | Еллі Шепард                          |
| 2008      | Полювання на перевертня                      | Never Cry Werewolf              | Лорен Хенсентт                       |
| 2008      | Mookie's Law                                 | Mookie's Law                    | Розабелла                            |
| 2008      | The Border                                   | The Border                      | Майя                                 |
| 2009      | You Got That Light                           | You Got That Light              | дівчина                              |
| 2009      | В останній момент                            | Eleventh Hour                   | Грейс Дал                            |
| 2009      | Дівчата з вулиці Деграссі їдуть до Голлівуду | Degrassi Goes Hollywood         | Міа Джонс                            |
| 2009      | Хлоя                                         | Chloe                           | Анна                                 |
| 2006-2009 | Деграссі                                     | Degrassi: The Next Generation   | Міа Джонс                            |
| 2009      | Веселого Мадагаскару                         | Merry Madagascar                | олениха Купідон                      |
| 2009-2017 | Щоденники вампіра                            | The Vampire Diaries             | Елейна Ґілберт / Кетрін Пірс / Амара |
| 2011      | Сусідка по кімнаті                           | The Roommate                    | Марія                                |
| 2011      | Арена                                        | Arena                           | Лорі                                 |
| 2012      | Добре бути тихонею                           | The Perks of Being a Wallflower | Кендіс                               |
| 2014      | Фейкові копи                                 | Let's Be Cops                   | Джозі                                |
| 2014-2015 | Первородні                                   | The Originals                   | Татья                                |
| 2015      | Останні дівчата                              | The Final Girls                 | Віккі                                |
| 2017      | Три ікси: Реактивізація                      | XXX: Return of Xander Cage      | Ребекка «Беккі» Кліридж              |
| 2017      | Коматозники                                  | Flatliners                      | Марло                                |
| 2018      | 30 шалених бажань                            | Then Came You                   | Іззі                                 |
| 2019      | Сім'я                                        | Fam                             | Клем                                 |
| 2019      | Кілер за викликом                            | Lucky Day                       | Хлоя                                 |
| 2021      | Аромат кохання                               | Love Hard                       | Наталі                               |
| 2022      | Спокута кохання                              | Redeeming Love                  | Мей                                  |
| 2023      | Родичі поза законом                          | The Out-Laws                    | Паркер Макдермотт                    |
| 2023      | Шалені дівчата                               | Sick Girl                       | Рен Пеппер                           |